# NGC 1058
NGC 1058 ist eine Spiralgalaxie mit aktivem Galaxienkern vom Hubble-Typ Sc im Sternbild Perseus am Nordsternhimmel. Sie ist schätzungsweise 28 Millionen Lichtjahre von der Milchstraße entfernt, hat einen Durchmesser von etwa 25.000 Lj und wird als Seyfert-2-Galaxie gelistet. Die Galaxie gilt als Mitglied der NGC-1023-Gruppe.
Die Supernovae SN 1961V (Typ-IIP) und SN 1969L (Typ-IIP) wurden hier zum Beispiel beobachtet.
Das Objekt wurde am 17. Januar 1787 vom deutsch-britischen Astronomen William Herschel entdeckt.